# 丁子田
丁子田（ちょうしだ）は、愛知県長久手市の地名。

## 地理
長久手市の南西端部に位置し、名古屋市名東区と日進市に接する。名古屋市名東区から進行してきた市街地化の進展に伴い発展を果たした。
西端に所在する標高111.6メートルの丘陵（ほとぎの里緑地内に所在）は、名古屋市名東区側では「極楽山」、長久手市側からは「親鸞山」と称している。この二つの名称はどちらも山の西側にあった極楽寺なる寺院に由来している。この寺院は森夢幻なる人物が建立したと伝わり、親鸞像を安置したという。寺自体は後に日進の五色園に移り、現存していない。寺が所在する前には「城根」と呼ばれていた記録が残るという。

### 交通
- 高針御嶽線
- 日進はなみずき通り
- 長湫西部線

### 施設
- 名東温泉花しょうぶ
- マックスバリュ長久手店

- 名東温泉花しょうぶ

## 歴史

### 地名の由来
かつては「長次田」と表記されており、長次なる人物が開墾したことに由来するという。これが、明治に至って同音の香料の表記を宛て、「丁子田」と称されるようになったとされる。

### 人口の変遷
国勢調査による人口および世帯数の推移。
| 2015年（平成27年） | 299世帯 665人 |  |
| 2020年（令和2年）  | 311世帯 666人 |  |

### WEB
1. 1 2  総務省統計局 (2022年2月10日). “令和2年国勢調査の調査結果(e-Stat) - 男女別人口，外国人人口及び世帯数－町丁・字等” (CSV). 2023年8月2日閲覧。
2. ↑  “愛知県長久手市の町丁・字一覧”.   人口統計ラボ. 2024年7月26日閲覧。
3. ↑  “読み仮名データの促音・拗音を小書きで表記するもの(zip形式) 愛知県” (zip).   日本郵便 (2024年2月29日). 2024年3月26日閲覧。
4. ↑  “市外局番の一覧” (PDF).   総務省 (2022年3月1日). 2022年3月22日閲覧。
5. ↑  “ナンバープレートについて”.   一般社団法人愛知県自動車会議所. 2024年1月21日閲覧。
6. ↑  総務省統計局 (2017年1月27日). “平成27年国勢調査の調査結果(e-Stat) - 男女別人口及び世帯数 －町丁・字等” (CSV). 2021年7月21日閲覧。

### 書籍
1. 1 2 3 4 5 6 7 8 9  小林元 1989, p. 3.